# Палеологи
Палеологи (грец. Παλαιολόγοι) — остання і найбільш довготривала династія імператорів Візантії, яка правила протягом майже двох століть — з часу вигнання Михайлом VIII з Константинополя хрестоносців у 1259 р. і до взяття Константинополя турками у 1453 р. Окремі Палеологи були змушені ділити повноту влади з представниками роду Кантакузінів. З правлінням Палеологів пов'язаний останній підйом візантійського мистецтва. Через права на спадкоємство сім'я Палеологів отримала у 1305 права на Монферратське маркграфство у північні Італії, жіноча лінія передає спадкоємство сім'ї Ґонцаґа у 1533 році.
Московський князь Іван III одружився з племінницею останнього імператора Візантії Костянтина XI Драгаша — Софії Палеолог. Цим він, на думку частини істориків[кого?], намагався обґрунтувати свої претензії на духовний та релігійний спадок Візантії. Свідченням цьому є початок використання двоголового орла Палеологів як герба Московського князівства, а потім і Росії.
Палеологи зникають по чоловічій лінії у 1502 році по смерті Андрія Палеолога, який віддав (продав) свої права на трон Візантії Карлу VIII та Фердинанду II Арагонському.

## Представники династії Палеологів до того, як вони зайняли престол Візантії
- Никифор (д/н—1081) вважається родоначальником династії Палеологів. Військовий діяч Візантійської імперії. Управитель(дука) феми Месопотамія. Загинув у битві при Діррахіумі.
- Микола (д/н—1081), син Никифора Палеолога, дука Фессалонік. Загинув разом з батьком у битві при Діррахіумі.
- Георгій (бл. 1068 — бл.1110), син Никифора Палеолога — військовий діяч Візантійської імперії.  Відзначився у битві при Левуніоні.
- Михайло (д/н — 1156) — син Георгія Палеолога, себастос, очільник війська в Південній Італії. Завдяки його вдалій кампанії у 1156 була відновлена фема Лонгобардія. Під час походу отримав поранення, від якого і помер.
- Андронік (1083/1185 — 1115/1118)  — син Георгія Палеолога, дука Фессалонік.

## Візантійські імператори з династії Палеологів та роки їх правління
- Михайло VIII (1259—1282)
- Андронік II (1282—1328)
- Михайло IX (1294—1320)
- Андронік III (1328—1341)
- Іоанн V (1341—1391)
- Іоанн VI (1347—1354)
- Андронік IV (1376—1379)
- Іоанн VII (1390)
- Мануїл II (1391—1425)
- Іоанн VIII (1425—1448)
- Костянтин XI (1449—1453)

## Інші представники династії Палеологів
- Теодор I Палеолог (маркграф Монферрата) (1290 — 1338), син Андроніка II, родоначальник монферратських Палеологів
- Фома Палеолог (1409 — 1465), брат Костянтина XI, візантійський деспот Мореї 1449—1460.
- Софія Палеолог (1455 — 1503), дочка Фоми Палеолога, дружина великого московського князя Івана III, велика княгиня Московська.

## Геральдика

Прапор Палеологів з імператорським гербом. Чотири B або pyrekvola символізують сімейне кредо.
Двохголовий орел - емблема Візантії з монограмою Палеолога у центрі.